# Literaturport
Das Online-Portal Literaturport oder einfach Litport ist eine 2006 als Gemeinschaftsprojekt des Brandenburgischen Literaturbüros und des Literarischen Colloquiums Berlin mit Fördermitteln der Stiftung Preußische Seehandlung, der Stiftung Brandenburger Tor sowie der Länder Berlin und Brandenburg entwickelte Informationsplattform für die deutschsprachige Literatur. Es bietet ein Autorenlexikon, Autorenlesungen, einen Kalender für Literaturpreise und -stipendien sowie Informationen zur Literaturlandschaft und zu Veranstaltungen. Als „Literaturhafen“ versteht es sich als Anlaufstelle für Schriftsteller, Übersetzer, Wissenschaftler und Literaturinteressierte im gesamten deutschsprachigen Raum, wobei die Region Berlin/Brandenburg besondere Beachtung erfährt. Das Projekt wurde 2008 mit dem Grimme Online Award in der Kategorie „Kultur und Unterhaltung“ ausgezeichnet.

## Sparten

### Autorenlexikon
Das „Autorenlexikon“ unterteilt sich in ein zeitgenössisches und ein historisches Lexikon. Das zeitgenössische Lexikon umfasst Schriftsteller aus dem gesamten deutschsprachigen Raum, das historische Lexikon behandelt nur die Autoren mit Bezug zur Gegend Berlin/Brandenburg.
Der zeitgenössische Teil verfolgt ein bisher einzigartiges Konzept. Alle Informationen werden von den Autoren selbst bereitgestellt: Jeder Schriftsteller schreibt seinen Eintrag selbst. Es gibt ein Bild des Autors sowie Informationen zu Vita, Würdigungen, bisherigen Veröffentlichungen, kostenlosen Hörproben und sonstigen Medien. Wenn der Autor diese Option eingeschaltet hat, kann er über das Autorenlexikon auch direkt kontaktiert werden.
Das zeitgenössische Autorenlexikon steht Schriftstellern aus Deutschland, Österreich und der Schweiz offen. Grundlegende Voraussetzung für die Aufnahme ins Lexikon ist mindestens eine eigenständige Veröffentlichung im Bereich Belletristik/Kinderbuch nach 1995 (kein Selbst- oder Kostenzuschussverlag).
Der historische Teil erschließt Beziehungen zwischen Leben und Werk von über 3500 Schriftstellern auf der einen Seite und über 900 Orten in der Region Berlin-Brandenburg auf der anderen Seite. Er funktioniert wie ein Findbuch: Geboten wird der Weg zu den Informationen (Kurzinformation zur Person und zum Ortsbezug mit Hinweis auf die Quelle), nicht aber die komplette Information selbst. Den Schwerpunkt der Informationen bilden die Angaben zur Autor-Ort-Beziehung: Wer hat wann wo gelebt, welche Werke am Ort verfasst, welche Beziehungen zu anderen Autoren vor Ort geknüpft? Alle Angaben werden mit Literaturnachweisen belegt. Die Literaturhinweise unterteilen sich in eine Referenzangabe zur Person, die auf weiterführende Angaben verweist (Eintrag im Deutschen Literatur-Lexikon oder in Killys Literaturlexikon als ausführlichsten Nachschlagewerken zu deutschsprachigen Schriftstellern), und in Literaturhinweise, die den speziellen Aspekt der Autor-Ort-Beziehung zum Gegenstand haben, worunter auch Biographien und Autobiographien zählen.
Aus dem gesamten Autorenlexikon wird täglich ein „Autor des Tages“ ausgewählt, der an seinem Geburtstag auf der Startseite zu finden ist.

### Literatouren
Die „Literatouren“ kamen 2008 als neue Rubrik hinzu. Es sind literarische Spaziergänge namhafter Berliner und Brandenburger Autoren durch ihre Heimatstadt und -region. Jeder Autor schreibt einen literarischen Text, in dem er einen Spaziergang durch seine Lieblingsecken nachzeichnet; dies wird von atmosphärischen Fotos und einer Hörversion der Touren begleitet sowie einer Karte zum Nachgehen des Spaziergangs. Bisher gibt es Literatouren von Thilo Bock, Bas Böttcher, Günter de Bruyn, Tanja Dückers, Ulrike Draesner, Julia Franck, Andreas Gläser, Judith Hermann, Jürgen Israel, Matthias Körner, Katja Lange-Müller, Kristof Magnusson, Veronika Peters und Christoph Peters, Tilman Rammstedt, Wolfgang Schlüter, Ingo Schulze, Lutz Seiler und Elke Schmitter.
Anlässlich der Kulturhauptstadt Europas 2010 wurde die Reihe um „Literatouren im Ruhrgebiet“ erweitert. Die Autoren sind Jürgen Brôcan, Wolfgang Cziesla, Fritz Eckenga, Bettina Gundermann, Dieter Jandt, Barbara Köhler, Judith Kuckart, Ulrich Land, Ralf Thenior, Wolfgang Welt, Sebastian23 sowie – posthum – Nicolas Born.

### Hörproben
Die Rubrik „Hörproben“ umfasst Hörproben aktueller deutschsprachiger Werke, die man sich anhören und kostenlos aus dem Internet herunterladen kann. Die einzelnen Hörproben sind in der Regel zehn Minuten bis eine halbe Stunde lang. Hierbei handelt es sich in erster Linie um Auszüge aus Neuerscheinungen, aber auch um die Nominierungen zum Preis der Leipziger Buchmesse oder um die Longlist des Deutschen Buchpreises. Insgesamt findet man hier eine Vielzahl von Werken aller Genres, teilweise vollständige Texte namhafter Autoren, die nirgends sonst als Hörprobe veröffentlicht worden sind. Die Liste der Titel wird ständig aktualisiert. Etwa ein Drittel der Hörproben sind von den Autoren selbst eingelesen worden. Es hat sich gezeigt, dass die „Hörproben“ des Literaturhafens für Übersetzer und Sprachlehrer ein besonders nützliches Instrument darstellen können, ebenso wie sie interessierten Lesern deutschsprachiger Gegenwartsliteratur einen ersten Eindruck von neuen Büchern verschaffen können.

### Preise und Stipendien
Die Rubrik „Preise/Stipendien“ wendet sich direkt an Autoren und Übersetzer. Hier werden in chronologischer Reihenfolge alle wichtigen literarischen Ausschreibungen aus Deutschland, Österreich und der Schweiz aufgeführt. Mit mehr als 450 Einträgen findet sich hier die umfangreichste Zusammenstellung von Ausschreibungsterminen im deutschsprachigen Raum. 

### Regionales Berlin/Brandenburg
Die Sparten „Literaturlandschaft“ und „Veranstaltungen“ schließlich befassen sich ausschließlich mit der Region Berlin/Brandenburg. In der „Literaturlandschaft“ findet sich eine ausführliche Listung aller regionalen literarischen Einrichtungen wie etwa Museen, Bibliotheken, Literaturhäuser oder Stiftungen. Die Rubrik „Veranstaltungen“ bietet eine Auswahl empfehlenswerter literarischer Events in der Region.